# Od Ještěda k Troskám
Od Ještěda k Troskám (OJKT) je časopis prezentující se jako vlastivědný sborník Českého ráje a Podještědí.

## Historie
Časopis začal vycházet od roku 1994 zprvu jako občasník, poté jako čtvrtletník. Navazuje (a má také dvojité počítání ročníku) na stejnojmenný projekt, který vycházel v letech 1922–1938, a u kterého byl pokus o obnovu již po válce v roce 1947, ale v té době se ještě vydávání nepodařilo obnovit. Tento první sborník byl vydáván za podpory spolků učitelské jednoty v Turnově, Českém Dubu a později i Mnichově Hradišti, které byly zastoupeny učitelem a mineralogem Janem Polákem (1876–1946), národopiscem a zakladatelem českodubského muzea Václavem Havlem (1886–1965) a učitelem a historikem Aloisem Šimonem (1885-1944). Důležitým iniciátorem a přispěvatelem byl historik Josef Vítězslav Šimák (1870–1941).
Za obnovu sborníku se postavilo několik institucí se sídlem v Turnově (včetně Muzea Českého ráje a kanceláře CHKO Český ráj), dnes se o vydávání stará občanské sdružení Paměť Českého ráje, jejímž předsedou byl mimo jiné i prom. filosof Václav Jenšovský (zemřel 3. prosince 2013).